# Источна туја
Источна туја (Platycladus orientalis) је врста четинара коју је први описао Лине давши јој назив Thuja orientalis Linnaeus, Sp. Pl. 2: 1002. 1753. До данас је било преко 70 синонима, да би на крају ова врста била сврстана у монотипски род Platycladus под називом Platycladus orientalis (Linnaeus) Franco, Portugaliae Acta Biol., ser. B, Sist. Vol. "Júlio Henriques". 33. 1949. Platycladus је у заједничком кладусу са родом Microbiota, а повезани су са са родом Tetraclinis као сестринском групом, а не са родовима Juniperus и Thuja.
Име рода значи "са широким или спљоштеним изданцима", а епитет orientalis (источни) односи се на изворно станиште у Кини. У својој постојбини Кини назива се це бај (侧柏) што буквално значи нагнути чемпрес. У Србији се поред имена источна туја ређе срећу и називи туја обична, туја азијска, а изузетно ретко источни клек и смрекуша.

## Опис врсте
Источна туја је зимзелено, једнодомо дрвo 10-20 m високо, прсног пречника дебла до 1 m (или више), често са више стабала од тла. Кора црвенкастосмеђа до светлосивкастосмеђа, танка, љушти се у дугим папирастим тракама. Круна у младости јајастокупаста, широко заобљена или неправилна код старих стабала. Гране су нагоре усмерене, разгранате у вертикалној равни. Главни избојци су округли на пресеку. Гранчице су широке 1-1,5 mm, у вертикалној равни, секундарне косо распоређене, пљоснате, на обе стране сличне боје, зелене или жутозелене.
Четине су љуспасте, величине 1-3 mm, широко-јајасте, са тупим врхом, чврсто прилегле, у 4 реда распоређене; средишње љуспе ромбоидне, бочне љуспе који се преклапају са средишњим, чунасте, на врху благо повијене; све љуспе са уочљивом, линеарном, утонулом смоном жлездицом у центру и групама беличастих, тачкастих стома бочно, абаксијално; растрљане слабо миришу на смолу.
- Млађе стабло са јајастокупастом круном.
- Љуспасте четине:
а- средишње, b- бочне, c- смона жлездица
и d- стоме.
- Мушке стробиле.
- Женске стробиле.

Микростробиле жућкастозелене, јајасте, 2-3 mm, са 8-12 микроспорофила, сваки са 3-6 антера. Опрашивање марта-априла. Макростробиле плавичастозелене, округласте, 3 mm у пречнику, терминално распоређене.
Шишарке сазревају исте године. Пре зрења су меснате и са плавобеличастим пепељком, зреле црвенкастосмеђе, објајасте или издужене, 1,5-2 (-2,5) × 1-1,8 cm; састоје се од 6-8 љуспи, распоређених у паровима, проксималне љуспе са 2 семена, средње са 1 семеном, дисталне стерилне. Љуспе међусобно срасле, само су врхови слободни са дугим савијеним трнастим умбом. Шишарке су зреле у септембру-октобру, убрзо из њих испада семе.
- Затворене меснате шишарке.
- Отворене одрвењене шишарке.
- Бескрилно семе.
- Клијавац.

Семе сивкастосмеђе или љубичастосмеђе, глатко, без сјаја, јајасто или капљичасто 5-7 × 3-4 mm, бескрилно, често са два фина уздужна руба. Хилум светлије боје има облик траке, прелази преко основе семена. Семе клија надземно; клијавац са два котиледона, они су 15-25 mm дуги и 2-3 mm широки. Примарне иглице наспрамне, 15 mm дуге и око 1 mm широке; наредне четине по 4 у пршљену, сличне примарним. Котиледони опадају крајем друге године живота. Бочне гранчице са метаморфисаним, скраћеним и приљубљеним четинама јављају се рано.

## Ареал
Пореклом је из Кине, где се дуго узгаја на гробовима и у вртовима храмова као и на историјским локалитетима као што је Забрањени град; у Јапану није аутохтона, иако се тамо широко узгаја. Чини се да је у природи доста ретка и да јој је граница природне дистрибуције нејасна, због опсежног гајења и садње у прошлости. Фитогеографски, данас скоро симпатрична врста
Шкотски ботаничар и „ловац на биљке“ Фортун (Robert Fortune, 1812-1880) ју је видео у планинама западно од Пекинга које популације је сматрао природним и чини се да нема сумње у природни статус састојина у северозападном делу Јунана, које је први забележио шкотски ботаничар Форест (George Forrest, 1873-1932), а касније аустријски ботаничар Хендел-Мазети (Heinrich Raphael Eduard Freiherr von Handel-Mazzetti, 1882-1940) и аустријско-амерички ботаничар, истраживач и географ Јосеф Рок (Joseph Francis Charles Rock, 1884-1962). Расте, на пример, у неким бочним долинама развођа Салуен-Меконг, на стрмим сувим падинама или чак на вертикалним литицама. Рок је источну тују видео и у удаљеном делу западног Сичуана.
Према кинеским изворима природни ареал обухвата јужни Гансу, Хебеј, Хенан, Шенси, Шанси; а интродукован је или је неизвесног статуса у Анхуеју, Фуђену, северном Гуангдонгу, северном Гуангсију, Гуејџоуу, Хубеју, Хунану, Ђангсуу, Ђангсиу, Ђилину, Љаонингу, југу Унутрашње Монголије, Шандунгу, Сичуану, Аутономној регији Тибет, Јунану, Џеђангу; ван Кине неизвестан статус је у Кореји и на истоку Русије. Расте од 300-3300 m над морем.
Врста је широко проширена од човека по целој Азији, Европи а и Америци. У Европу ју је интродуковао Кемпфер у Лајден (Холандија), око 1690. Источна туја се узгајала у Холандији почетком XVIII века. Касније су француски мисионари слали семе из Пекинга у Париз, одакле ју је енглески ботаничар Милер (Philip Miller, 1691-1771) интродуковао у Лекарски врт Челсија (Chelsea Physic Garden) око 1740. Фортун ју је реинтродуковао 1861. године, а нема сумње да су раније у веку постојале и друге набавке семена из Кине.

## Биоеколошке карактеристике
Показала се као отпорна према суши на нижим, врло разноликим стаништима; расте споро; иако хелиофит добро подноси засену. Доста је отпорна према гасовима, а захваљујући еластичним гранама, отпорна према ветру и снегу. Добро подноси кресање грана. Неизбирљива према земљишту мада најбоље расте на песковитој глинуши, или на шљунковитом, добро дренираном земљишту, одлично подноси алкална земљишта. Неке нарочите непријатеље међу инсектима и гљивама нема. Штету јој ипак наносе мишеви и дивљач. Зона 5-7.

## Значај
Мада нема за шумарство неког нарочитог значаја у североисточној Кини користи се за пошумљавање на обешумљеним брдовитим и планинским подручјима. Дрво је лако и врло трајно. 
Као украсна врста има прворазредни значај због великог броја култивара, отпорности на сушу, градске услове и орезивање. Користи се у појединачној садњи, у комбинованим личћарско-четинарским и четинарским групама и живим оградама (формираним или слободним), а култивари налазе примену зависно од величине и боје четина од жардињера и алпинетума до високих живих ограда. Жуте и браон сорте представљају колоритна језгра.
Код нас постоје трагови о њеном гајењу током XIX века. Тако 1887. године у "Ценовнику воћака и другог биља при управи топчидерске економије" једини четинар који се производи је "туја зими зелена". О источној туји Петровић половином XX века пише:
| „ | Има је много по парковима и пo гробљима, затим по железничким станицама и најзад по приватним двориштима и баштама. Код нас, колико caм видео, израсте и до 12 m висине и до 30 cm дебљине. Такве јаке примерке видео сам пред једном кућом у главној улици Петроварадина, па у дворишту гимназије у Новом Кнежевцу и у Топчидеру. Највише сам је видео, као једну већу скупину, у парку Савезног пољопривредног добра „Пролетер" у Чоки. Може се peћи да су код нас све тује млађе. Старост тешко да ће им бити преко 60 година. Код нас она рађа обилато и сваке године. | ” |

Поред религијске и духовне вредности, источна туја се често користи у кинеском траварству, где се сматра једном од 50 основних биљака. И листови и семе садрже етерично уље које се састоји од борнеола, борнил ацетата, тујона, камфора и сесквитерпена. Листови такође садрже родоксантин, аментофлавон, кверцетин, мирицетин, каротен, ксантофил и аскорбинску киселину. Листови делују бактерицидно, антипиретички, антитусивно, адстрингентно, диуретички, еменагогично, емолиентно, експекторантно, фибрифугно, хемостатски и стомахично Њихова употреба побољшава раст косе. Интерно се користе у лечењу кашља, крварења, менорагије, бронхитиса, астме, кожних инфекција, заушки, бактеријске дизентерије, артритичног бола и преране ћелавости

## Размножавање

### Генеративно размножавање
Обране шишарке се лако отварају у топлој просторији. Од 1 kg шишарки добија се око 250 g семена. У једном kg има око 55.000-60.000 зрна. Клијавост семена од 50% па навише. Семе се сеје без претходне припреме, после сувог лагеровања или краће (4—6 недеља) стратификације на 4 °C. Семе се сеје у пролеће, 10-15 g/m, на дубину око 3 cm, у лејама на отвореном. Семеном се може размножити форма 'Aurea', са доста великим учешћем садница са жутом или жућкастом бојом четина у генеративном потомству. 

### Вегетативно размножавање
Источна туја, односно њени култивари, лако се размножавају полузрелим резницама пободеним септембра-октобра у супстрат од 2 дела тресета и 1 дела песка, у хладне леје уз претходни третман са 0,8% IBA; после 24-28 недеља ожили се  58-100% резница, зависно од сорте. Подједнако успешно разножава се и зеленим резницама узетим у априлу, третираних истим фитохормоном пободеним у исти супстрат под мист орошавањем у стакленику; после 4 недеље добија се 60-100% ожиљеница.
Микропропагација је успешна коришћењем калуса хипокотила.
Источна туја се ретко размножава хетеровегетативно, али због своје компатибилности честа је подлога за таксоне из породице Cupressaceae, као за родове: Callitris, Chamaecyparis, Cupressocyparis, Juniperus, Libocedrus и Thuja. У неким комбинацијама источна туја као подлога даје боље резултате него неке таксономски ближе врсте. Тако се у подручјима интензивних падавина ризик од трулежи код калемљених садница Chamaecyparis nootkatensis 'Pendula' вишеструко смањује ако је коришћена подлога Platycladus orientalis док је на подлогама Chamaecyparis lawsoniana ризик далеко већи. 

## Унутарврсни таксони
Велики број култивара источне тује говори о великој варијабилности врсте. Култивари су селекционисани најчешће по висини и хабитусу, а затим и по боји четина. До 1965. Оуден и Бум наводе 60 култивра, а до данас њихов број сигурно премашује 100.
- 'Angulisans'
- 'Argentea'
- 'Aristata'
- 'Articulata'
- 'Ascotensis'
- 'Athrotaxoides'
- 'Aurea'
- 'Aurea Nana'
- 'Aureovariegata'
- 'Bakeri'
- 'Beverleyensis'
- 'Blijdenstein'
- 'Bonita'
- 'Compacta Nana'
- 'Conspicua'
- 'Cristata'
- 'Cupressoides'
- 'Densa Glauca'
- 'Dwarf Greenspike'
- 'Elegantissima'
- 'Elegantissima Pieta'
- 'Ensata'
- 'Excelsa'
- 'Expansa'
- 'Falcata'
- 'Falcata Lutea'
- 'Falcata Nana'
- 'Filiformis Elegans'
- 'Filiformis Erecta'
- 'Filiformis Nana'
- 'Flagelliformis'
- 'Funiculata'
- 'Glauca'
- 'Globosa'
- 'Goodwin'
- 'Hillieri'
- 'Hohman'
- 'Incurvata'
- 'Intermedia'
- 'Juniperoides'
- 'Laxenburgensis'
- 'Macrocarpa'
- 'Meldensis'
- 'Minima'
- 'Monstruosa'
- 'Nepalensis'
- 'Pekinensis'
- 'Pendula Variegata'
- 'Pumila Argentea'
- 'Pygmaea'
- 'Rochester'
- 'Rosedalis Compacta'
- 'Semperaurea'
- 'Sieboldii'
- 'Stricta'
- 'Tetragona'
- 'Triangularis'
- 'Ungeri'
- 'VerschalTeltii'
- 'Weimeri'[26]

- Platycladus orientalis 'Aurea Nana'.
- Platycladus orientalis 'Compacta Aurea'.
- Platycladus orientalis 'Golden Ball'.
- Platycladus orientalis 'Franky Boy'.
- Platycladus orientalis 'Rosedalis Compacta'.